# Ceraia truncata
Ceraia truncata é uma espécie de orquídea de flores pequenas que duram muito pouco, mas que floresce diversas vezes ao ano, nativa da Indochina ao oeste da Malásia.